# Neotrichoporoides gordensis
Neotrichoporoides gordensis är en stekelart som beskrevs av Graham 1987. Neotrichoporoides gordensis ingår i släktet Neotrichoporoides och familjen finglanssteklar.
Artens utbredningsområde är:
- Tjeckien.
- Slovakien.
- Frankrike.

Inga underarter finns listade i Catalogue of Life.